# Condado de Mecklenburg (Virgínia)
O Condado de Mecklenburg é um dos 95 condados do estado americano de Virgínia. A sede do condado é Boydton, e sua maior cidade é Boydton. O condado possui uma área de 1 759 km² (dos quais 143 km² estão cobertos por água), uma população de 32 380 habitantes, e uma densidade populacional de 20 hab/km² (segundo o censo nacional de 2000). O condado foi fundado em 1765.